# Долинка (Костанайская область)
Долинка (каз. Долин) — упразднённое село в Узункольском районе Костанайской области Казахстана. Ликвидировано в 2014 г. Входило в состав Киевского сельского округа. Код КАТО — 396639300.

## Население
В 1999 году население села составляло 184 человека (93 мужчины и 91 женщина). По данным переписи 2009 года, в селе проживал 41 человек (23 мужчины и 18 женщин).